# Žatecký chmel
Žatecký chmel (houblon de Žatec) est une appellation d'origine protégée (AOP) qui s'applique à une production de houblon cultivé en Tchéquie dans la région houblonnière de Žatec.
L'appellation  Žatecký chmel a été inscrite dans la liste des appellations d'origine protégées de l'Union européenne en vertu du règlement n° 503/2007 de la Commission du 8 mai 2007. C'est au niveau européen la première appellation d'origine appliquée au houblon et l'une des premières appellations attribuées à des produits agricoles ou alimentaires tchèques.
Les variétés admises dans cette appellation sont exclusivement les clones suivants de la variété Saaz : 'Lucan' (1941), 'Blato' (1952), 'Osvald clone 31' (1952), 'Osvald clone 72' (1952), 'Osvald clone 114' (1952) , 'Sirem' (1969), 'Zlatan' (1976), 'Podlesak' (1989) et 'Blsanka' (1993).  

## Description
Le houblon de Žatec  est semi précoce et se caractérise par ses cônes de forme ovoïde moyenne à allongée, d’un poids de 3 à 17 cg, par ses strobile fins de 12 à 16 mm de long, ses tiges de couleur rouge et son lupulin de  couleur jaune dorée. 
Sa composition chimique se distingue de celles des autres houblons par sa faible teneur en myrcène, qui varie entre 25  et 40 %, et sa teneur équilibrée en acides alpha et bêta. La  teneur en acides alpha, relativement faible, varie de 2,5  à 5,5 %, et le ratio acides alpha/acides bêta se situe en général entre 0,6 et 0,8. Autre caractéristique notable, la teneur relativement élevée en bêta-farnésène (entre 14 et 20 %).
Ce houblon est commercialisé sous forme pressée ou en granulés.

## Aire géographique

Aire géographique.

L'aire géographique de l'appellation Žatecký chmel correspond à la région houblonnière de Žatec (Žatecká chmelařská  oblast). Ce territoire s'étend dans les six districts suivants appartenant à trois régions :
- région de Plzeň : Plzeň-sever, Rokycany,
- Bohême-Centrale : Kladno, Rakovník,
- région d'Ústí nad Labem : Chomutov, Louny.